# 賀丕業
賀丕業（？—17世紀），字退庵，鎮江府丹陽縣人，南明政治人物。

## 生平
賀丕業是諸生出身，年輕時父親賀懋讓到上林出任知縣，他同行到永曆帝府上伴讀。後來永曆帝繼位，讓他擔任主客司主事；到永曆二年（1648年）改官精膳郎中，加太僕卿。賀丕業看到袁彭年違法和陳邦傅專權，慨嘆上陳《四維三綱人心朝廷》，言詞懇切，被視為中興第一奏疏。袁彭年非常憎恨他，打算派人毆殺，因此他逃入高明、四會，被削為民。後來他在四川出家為僧，又有說他在路途中去世。

## 引用
1. 1 2  錢海岳《南明史·卷五十八·列傳第三十四》：賀丕業，字退庵，丹陽人。諸生。少隨父懋讓之任上林。昭宗在潛邸，丕業伴讀。及即位，授主客主事。永曆二年五月，轉精膳郎中，加太僕卿。
2. ↑  錢海岳《南明史·卷五十八·列傳第三十四》：見袁彭年議論乖方，陳邦傅跋扈無上，慨陳《四維三綱人心朝廷》一疏，言詞懇到，推為中興第一奏。彭年大恨，欲毆殺之，遂潛入高明、四會，追逮禁錮為民。後為僧四川。或曰卒於途。